# Кязимов, Давуд Мехтиевич
Давуд Мехтиевич Кязимов (9 ноября 1926, Баку, Азербайджанская ССР, СССР — 14 февраля 2015, Баку, Азербайджан) — советский азербайджанский живописец, Народный художник Азербайджана (1992).

## Биография
Окончил Бакинское художественное училище имени А. Азимзаде. После окончания учебы продолжил работать в училище в качестве преподавателя.
В 1984—2001 гг. работал в Азербайджанском Государственном Университете культуры и искусств. В 1994 г. стал доцентом, а в 1996 г. — профессором. С 2001 г. являлся профессором кафедры академической живописи Азербайджанской государственной академии художеств.
С 1947 г. — постоянный участник республиканских и всесоюзных выставок. Неоднократно обращался к теме труда и работников труда — картины: «В глубинах Каспия», «Доярки», «Дороги», «Песни», «Подруги» и другие.
Образ жизни провинциального населения, обычаи и традиции, этнографические особенности, национальные костюмы отражены в работах «На краю Каспия», «Доярки», «Дороги»; Среди других работ: «Гейгель», «Гах», «Цветущая равнина», «Шахдаг». Одна из значимых тем творчества художника — труд нефтяников Каспия на Нефтяных Камнях (картины «Загульба», «Побережье моря»).
Был известен и как талантливый мастер графики. Среди известных работ: иллюстрации к произведениям Джаббара Джаббарлы, Джалила Мамедкулизаде, Абдуллы Шаига, а также к стихам поэта из Южного Азербайджана Мирзы Али Моджуза. Также владел искусством миниатюры.
Результатом творческих командировок Кязымова в Болгарию и Испанию стали его произведения из «Болгарского» и «Испанского» циклов. Среди работ данного периода выделяется картина «Испанский хребет» В холле посольства Азербайджана в США размещена работа мастера «Апшеронский пейзаж».
Работы художника хранятся в Азербайджанском национальном музее искусств, Азербайджанской государственной художественной галерее и художественном фонде Союза художников Азербайджана, а также в частных коллекциях в России, Турции, Иране, Венгрии, Германии и других странах.